# Rahal Letterman Lanigan Racing

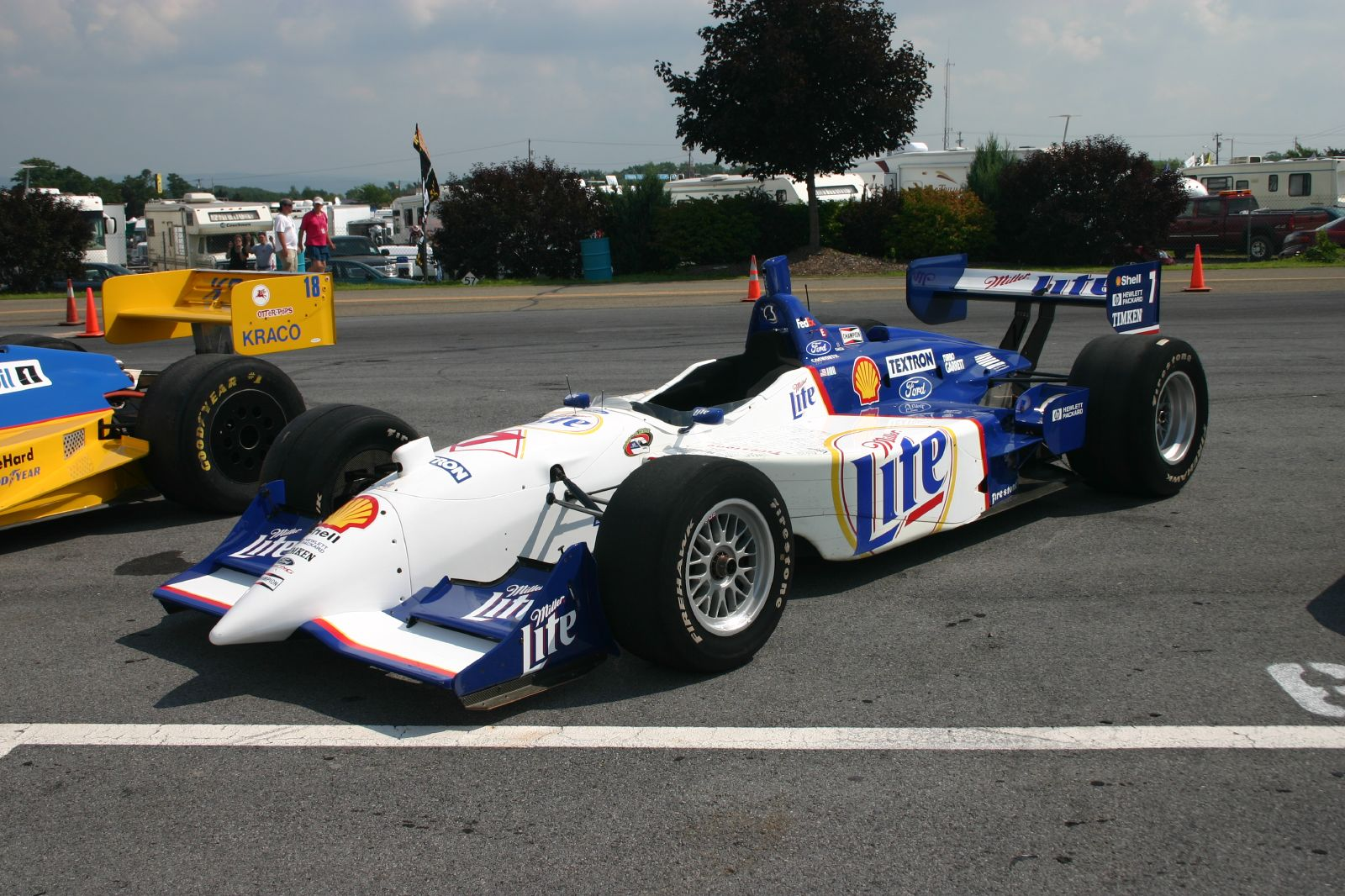
Samochód Bobby Rahala w sezonie 1998

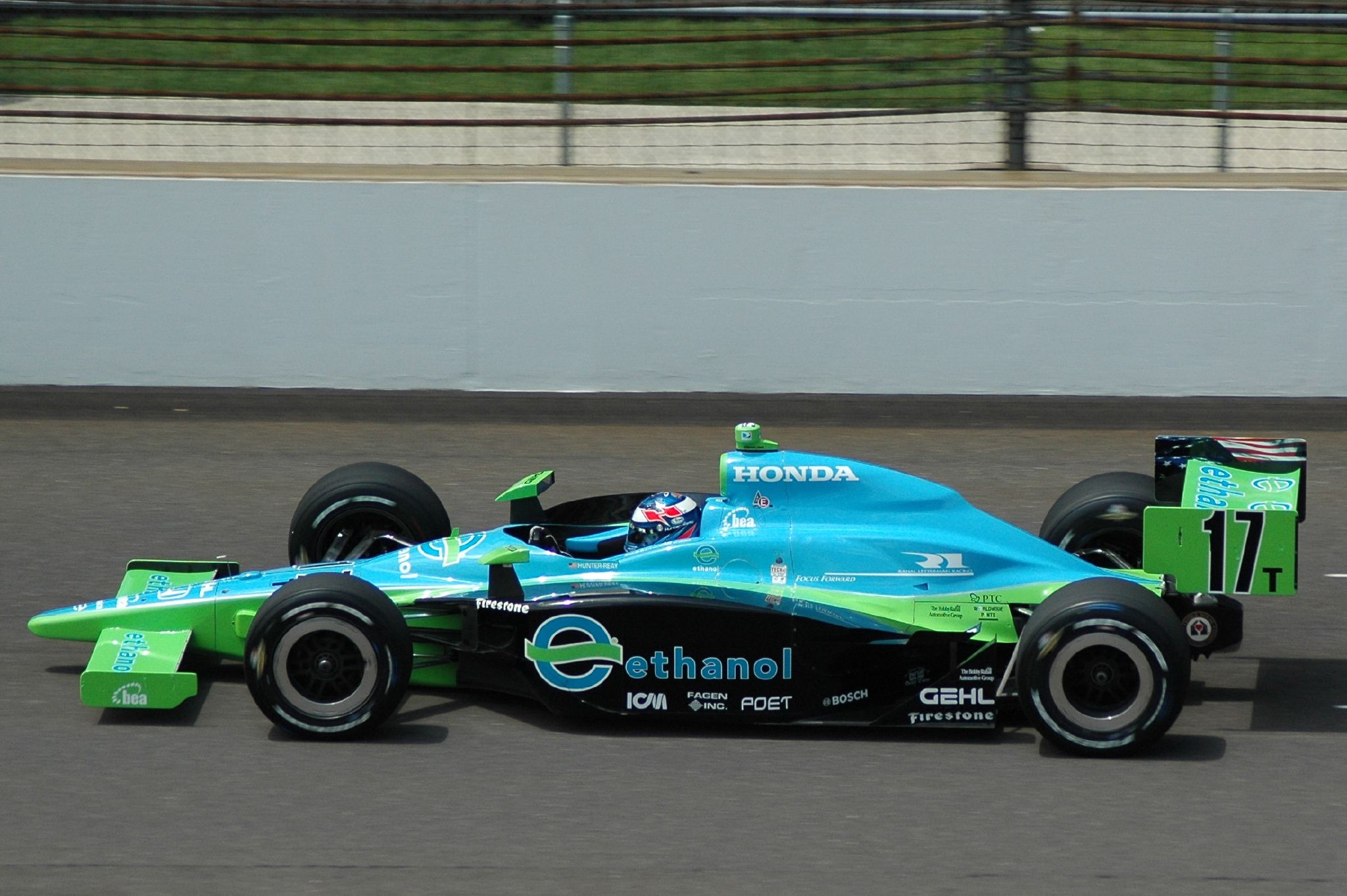
Ryan Hunter-Reay na Indianapolis w 2008 roku

Rahal Letterman Lanigan Racing – zespół wyścigowy startujący w serii IRL IndyCar Series.

## CART/Champ Car
Zespół powstał w 1992 roku, kiedy jeden z czołowych kierowców CART – Bobby Rahal, wraz ze swoim wspólnikiem Carlem Hoganem, wykupili likwidowany po sezonie 1991 zespół Patrick Racing. Nowo powstały zespół przyjął nazwę Rahal-Hogan Racing i zdobył tytuł mistrzowski już w pierwszym roku startów z Rahalem za kierownicą.
Po sezonie 1992 zespół powiększył się po wchłonięciu kolejnego likwidowanego zespołu – Truesports. W 1993 roku pojawiły się próby startów z własnym nadwoziem oznaczonym RH001, jednak nie były one zbyt udane – szczególne problemy sprawiały na szybkich torach owalnych, przez co Bobby Rahal nie zakwalifikował się w tym sezonie do Indianapolis 500 i wkrótce powrócono do popularnej Loli. W wybranych eliminacjach sezonu zespół zaczął wystawiać drugi samochód z Mikiem Groffem za kierownicą, natomiast w 1994 roku już na stałe dwa pojazdy startowały w barwach Rahal-Hogan. W 1994 roku jako jedyny regularnie startujący zespół korzystał z nowych w tej serii wyścigów silników Hondy. Sezon nie był jednak udany i po jego zakończeniu zrezygnowano z tych silników na rzecz Mercedesa.
W 1996 roku wspólnicy się rozeszli i zespół zmienił nazwę na Team Rahal nadal wystawiając dwa samochody, natomiast Carl Hogan we współpracy z zespołem Penske Racing wystawił samochód dla zbliżającego się do końca wyścigowej kariery Emersona Fittipaldiego.
Około 1997 roku długoletni przyjaciel Rahala, komik David Letterman, nabył niewielką część udziałów w zespole.
Po sezonie 1998 Bobby Rahal zakończył karierę kierowcy wyścigowego i skupił się na kierowaniu swoim zespołem.

### Kierowcy
- Bobby Rahal (1992-1998)
- Mike Groff (1993-1994)
- Raúl Boesel (1995)
- Bryan Herta (1996-1999)
- Max Papis (1999-2001)
- Kenny Bräck (2000-2001)
- Jimmy Vasser (2002)
- Michel Jourdain Jr. (2002-2003)

## Indy Racing League/IndyCar

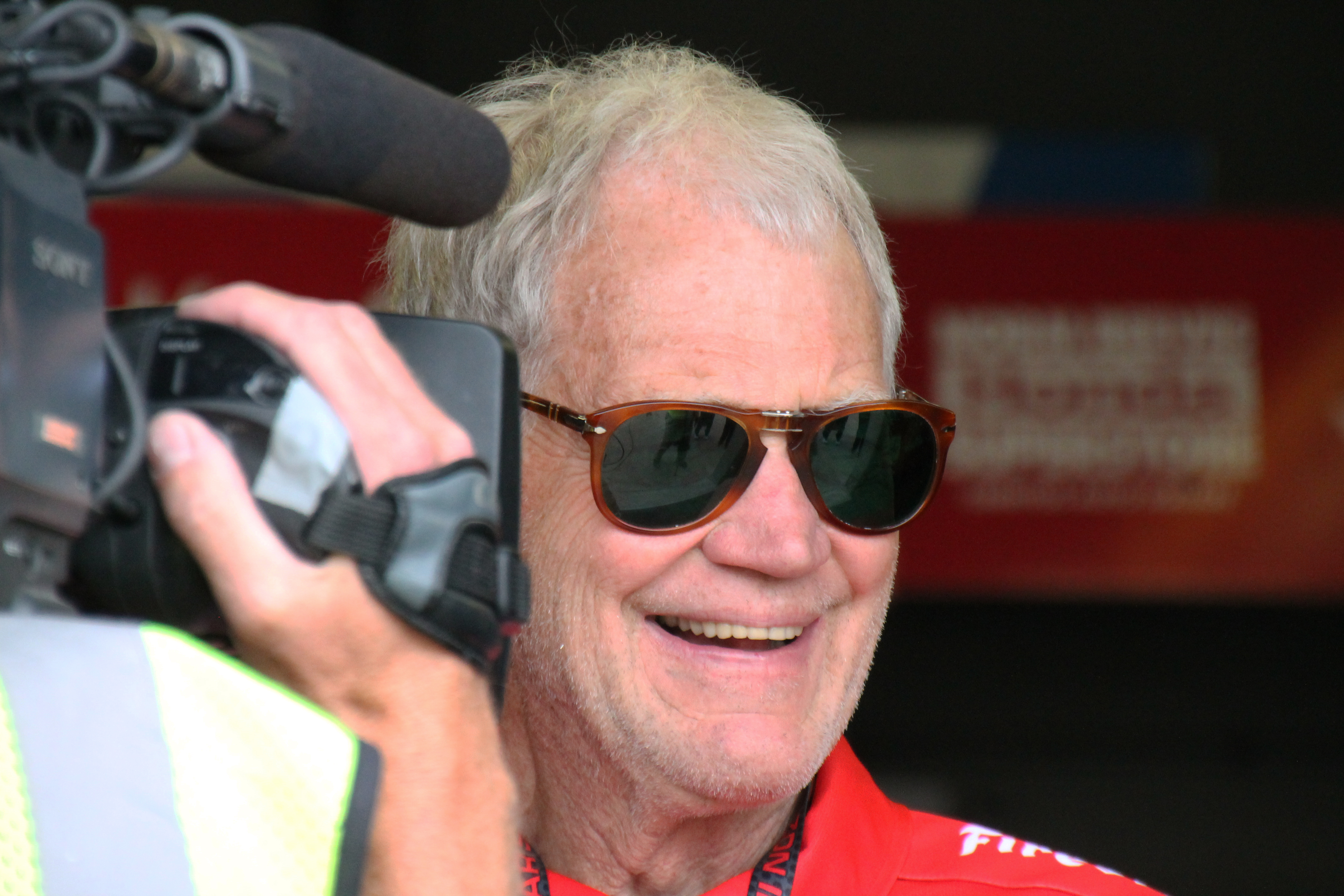
David Letterman (2015)

W 2003 roku zespół zadebiutował w serii IRL IndyCar Series z Kennym Bräckiem za kierownicą. Szwedowi raz udało się stanąć na podium zajmując drugie miejsce a dość regularny sezon zakończył na 9. pozycji w klasyfikacji. W następnym sezonie zespół wystawiał już dwa samochody, a kierowcami byli Buddy Rice (zajął 3. miejsce w klasyfikacji) i Vítor Meira (8. miejsce).
W maju 2004 roku zespół zmienił nazwę na Rahal Letterman Racing.
W sezonie 2005 zespół powiększył się o kolejny samochód, którego kierowcą została Danica Patrick.
W sezonie 2008 jedynym kierowcą był Ryan Hunter-Reay, natomiast w 2009 roku zespół nie startuje z powodu braku funduszy. Jednorazowym wyjątkiem był Indianapolis 500, gdzie wystąpił Oriol Servià.
Od 2007 roku Rahal Letterman Racing – jako partner ekipy Andersen Racing – bierze udział w serii Firestone Indy Lights, będącej bezpośrednim zapleczem IndyCar.

### Kierowcy
- Kenny Bräck (2003, 2005)
- Jimmy Vasser (2003)
- Buddy Rice (2004-2006)
- Vítor Meira (2004-2005)
- Roger Yasukawa (2004)
- Danica Patrick (2005-2006)
- Paul Dana (2006)
- Jeff Simmons (2006-2007)
- Scott Sharp (2007)
- Ryan Hunter-Reay (2007-2008)
- Alex Lloyd (2008)
- Oriol Servià (2009)

## American Le Mans Series
W 2007 roku zespół Rahal Letterman Racing wystawił Porsche 911 GT3 w klasie GT2 w wyścigach American Le Mans Series z kierowcami Tomem Milnerem Jr, Ralfem Kellenersem i jednorazowo z Grahamem Rahalem, synem Bobby Rahala. W swojej klasie na koniec sezonu zajęli czwarte miejsce.